# Capeto Silvio

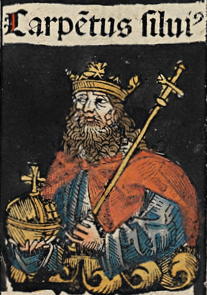
Capeto Silvio en las Crónicas de Núremberg

Capeto o Capeto Silvio (se dice que reinó entre 934 y 921 a. C.) fue descendiente de Eneas y uno de los legendarios reyes latinos de Alba Longa. Era hijo de Capis y padre de Tiberino, de quien tomó nombre el río Tíber.
| Predecesor: Capis | Rey de Alba Longa 934 - 921 a. C. | Sucesor: Tiberino Silvio |